# 风清扬 (歌曲)
《风清扬》是一首由马云与王菲共同演绎，并用作电影《功守道》主题曲的歌曲，于2017年11月3日首发。其歌名取自武侠小说《笑傲江湖》中的同名人物，同時也是馬雲的化名。

## 背景與詞曲
《风清扬》由马云与王菲演唱，為馬雲主演的电影《功守道》的主题曲。這首歌曲於2017年11月3日在虾米音乐首发。其制作人与曲作者是马云和王菲共同的朋友，阿里音乐的董事长高晓松，填词人为尹约。該首歌曲不仅是马云的首支单曲，也是王菲时隔一年之久推出的新歌。歌名选自金庸武侠小说《笑傲江湖》中的人物“风清扬”，同時也是馬雲在公司內所用的化名。马云自嘲与王菲是“马菲组合”，两人的合唱是“浓浓的乡土音配天后的天籁之音”。
有網友發現該歌曲歌詞中有6句的首字按順序形成“馬雲唱風清揚”。

## 评价
中國青年網评论认为马云在歌曲中的表现超越了此前几次公开演唱的水准。而高晓松表示马云为唱好《风清扬》进行了非常努力的练习，在录制过程中甚至以酒壮胆，为的就是调节出最好的状态，而且馬雲“绝不当作玩票，怀着‘半雪耻半努力’的心情录了六七个小时。马云是尽了最大努力来跟最好的歌手合作”。
中青網評論認為歌詞的字裡行間流露出濃濃的武俠情結與江湖豪氣。

## 影响
《风清扬》在虾米音乐上线不久之后便成为微信资讯热点事件，微信指数近5000万，蹿升为虾米热歌榜第1位，位居亚洲新歌榜第7位。虾米音乐因受《风清扬》独家首发带动，当日多端用户访问量突破3000万，有效播放量逼近2.5亿次。　　